# Emänkari
Emänkari är en ö i Finland. Den ligger i sjön Pyhäjärvi och i kommunen Säkylä i den ekonomiska regionen  Raumo ekonomiska region  och landskapet Satakunta, i den sydvästra delen av landet, 170 km nordväst om huvudstaden Helsingfors. Öns area är 6,3 hektar och dess största längd är 0,6 kilometer i sydöst-nordvästlig riktning.